# Svjetsko prvenstvo u motociklizmu 2006. – MotoGP
Svjetsko prvenstvo u motociklizmu u klasi MotoGP za 2006. godinu je osvojio američki vozač Nicky Hayden na motociklu Honda RC211V s momčadi Repsol Honda Team. 

Ovo je posljednja sezona u kojoj su se u klasi MotoGP koristili motocikli zapremine do 990 cm3, jer su se za 2007. godinu počeli koristiti motocikli zapremine motora do 800 cm3. 

## Raspored utrka i osvajači postolja
2006. godine je bilo na rasporedu 17 trkačih vikenda Svjetskog prvenstva, te su na svima vožene utrke u klasi MotoGP.
| rb  | datum               | staza                    | utrka                 | službeni naziv utrke                            | pole poz.       | motocikl | naj.krug         | motocikl | pobjednik       | motocikl | drugoplasirani  | motocikl | trećeplasirani   | motocikl | izvj.                       |
| --- | ------------------- | ------------------------ | --------------------- | ----------------------------------------------- | --------------- | -------- | ---------------- | -------- | --------------- | -------- | --------------- | -------- | ---------------- | -------- | --------------------------- |
| 1   | 26. ožujka 2006.    | Jerez                    | VN Španjolske         | Gran Premio betandwin.com de España             | Loris Capirossi | Ducati   | Loris Capirossi  | Ducati   | Loris Capirossi | Ducati   | Dani Pedrosa    | Honda    | Nicky Hayden     | Honda    | [ 1 ] [ 2 ] [ 3 ] [ 4 ]     |
| 2.  | 8. travnja 2006.    | Losail                   | VN Katara             | Commercialbank Grand Prix of Qatar              | Casey Stoner    | Honda    | Valentino Rossi  | Yamaha   | Valentino Rossi | Yamaha   | Nicky Hayden    | Honda    | Loris Capirossi  | Ducati   | [ 5 ] [ 6 ] [ 7 ] [ 8 ]     |
| 3   | 30. travnja 2006.   | Istanbul Park            | VN Turske             | Grand Prix of Turkey                            | Chris Vermeulen | Suzuki   | Toni Elías       | Honda    | Marco Melandri  | Honda    | Casey Stoner    | Honda    | Nicky Hayden     | Honda    | [ 9 ] [ 10 ] [ 11 ] [ 12 ]  |
| 4   | 14. svibnja 2006.   | Shanghai                 | VN Kine               | Polini Grand Prix of China                      | Dani Pedrosa    | Honda    | Dani Pedrosa     | Honda    | Dani Pedrosa    | Honda    | Nicky Hayden    | Honda    | Colin Edwards    | Yamaha   | [ 13 ] [ 14 ] [ 15 ] [ 16 ] |
| 5   | 21. svibnja 2006.   | Le Mans - Bugatti        | VN Francuske          | Alice Grand Prix de France                      | Dani Pedrosa    | Honda    | Valentino Rossi  | Yamaha   | Marco Melandri  | Honda    | Loris Capirossi | Ducati   | Dani Pedrosa     | Honda    | [ 17 ] [ 18 ] [ 19 ] [ 20 ] |
| 6   | 4. lipnja 2006.     | Mugello                  | VN Italije            | Gran Premio d'Italia Alice                      | Sete Gibernau   | Ducati   | Loris Capirossi  | Ducati   | Valentino Rossi | Yamaha   | Loris Capirossi | Ducati   | Nicky Hayden     | Honda    | [ 21 ] [ 22 ] [ 23 ] [ 24 ] |
| 7   | 18. lipnja 2006.    | Catalunya (Barcelona)    | VN Katalonije         | Gran Premi Cinzano de Catalunya                 | Valentino Rossi | Yamaha   | Nicky Hayden     | Honda    | Valentino Rossi | Yamaha   | Nicky Hayden    | Honda    | Kenny Roberts Jr | KR211V   | [ 25 ] [ 26 ] [ 27 ] [ 28 ] |
| 8   | 24. lipnja 2006.    | Assen                    | VN Nizozemske         | A-Style TT Assen                                | John Hopkins    | Suzuki   | Nicky Hayden     | Honda    | Nicky Hayden    | Honda    | Shinya Nakano   | Kawasaki | Dani Pedrosa     | Honda    | [ 29 ] [ 30 ] [ 31 ] [ 32 ] |
| 9   | 2. srpnja 2006.     | Donnington Park          | VN Britanije          | GAS British Grand Prix                          | Dani Pedrosa    | Honda    | Dani Pedrosa     | Honda    | Dani Pedrosa    | Honda    | Valentino Rossi | Yamaha   | Marco Melandri   | Honda    | [ 33 ] [ 34 ] [ 35 ] [ 36 ] |
| 10  | 16. srpnja 2006.    | Sachsenring              | VN Njemačke           | betandwin.com Motorrad Grand Prix Deutschland   | Dani Pedrosa    | Honda    | Dani Pedrosa     | Honda    | Valentino Rossi | Yamaha   | Marco Melandri  | Honda    | Nicky Hayden     | Honda    | [ 37 ] [ 38 ] [ 39 ] [ 40 ] |
| 11. | 23. srpnja 2006.    | Laguna Seca              | VN SAD-a              | Red Bull U.S. Grand Prix                        | Chris Vermeulen | Suzuki   | Dani Pedrosa     | Honda    | Nicky Hayden    | Honda    | Dani Pedrosa    | Honda    | Marco Melandri   | Honda    | [ 41 ] [ 42 ] [ 43 ] [ 44 ] |
| 12  | 20. kolovoza 2006.  | Brno                     | VN Češke Republike    | Gauloises Grand Prix České republiky            | Valentino Rossi | Yamaha   | Loris Capirossi  | Ducati   | Loris Capirossi | Ducati   | Valentino Rossi | Yamaha   | Dani Pedrosa     | Honda    | [ 45 ] [ 46 ] [ 47 ] [ 48 ] |
| 13  | 10. rujna 2006.     | Sepang                   | VN Malezije           | Marlboro Malaysian Motorcycle Grand Prix        | Valentino Rossi | Yamaha   | Loris Capirossi  | Ducati   | Valentino Rossi | Yamaha   | Loris Capirossi | Ducati   | Dani Pedrosa     | Honda    | [ 49 ] [ 50 ] [ 51 ]        |
| 14  | 1. rujna 2006.      | Phillip Island           | VN Australije         | GMC Australian Grand Prix                       | Nicky Hayden    | Honda    | Valentino Rossi  | Yamaha   | Marco Melandri  | Honda    | Chris Vermeulen | Suzuki   | Valentino Rossi  | Yamaha   | [ 52 ] [ 53 ] [ 54 ] [ 55 ] |
| 15  | 24. rujna 2006.     | Twin-Ring Motegi         | VN Japana             | A-Style Grand Prix of Japan                     | Loris Capirossi | Ducati   | Valentino Rossi  | Yamaha   | Loris Capirossi | Ducati   | Valentino Rossi | Yamaha   | Marco Melandri   | Honda    | [ 56 ] [ 57 ] [ 58 ] [ 59 ] |
| 16  | 15. listopada 2006. | Estoril                  | VN Portugala          | bwin.com Grande Premio de Portugal              | Valentino Rossi | Yamaha   | Kenny Roberts Jr | KR211V   | Toni Elías      | Honda    | Valentino Rossi | Yamaha   | Kenny Roberts Jr | KR211V   | [ 60 ] [ 61 ] [ 62 ] [ 63 ] |
| 17  | 29. listopada 2006. | Valencia (Ricardo Tormo) | VN Zajednice Valencia | Gran Premio bwin.com de la Comunitat Valenciana | Valentino Rossi | Yamaha   | Loris Capirossi  | Ducati   | Troy Bayliss    | Ducati   | Loris Capirossi | Ducati   | Nicky Hayden     | Honda    | [ 64 ] [ 65 ] [ 66 ] [ 67 ] |

VN Nizozemske - također navedena kao Dutch TT, odnosno TT Assen 

VN Britanije - također navedena kao VN Velike Britanije 

VN Zajednice Valencia - također navedena kao VN Valencije

## Poredak za vozače
Sustav bodovanja
Bodove osvaja prvih 15 vozača u utrci. 
| pozicija u utrci | 1. | 2. | 3. | 4. | 5. | 6. | 7. | 8. | 9. | 10. | 11. | 12. | 13. | 14. | 15. |
| bodovi           | 25 | 20 | 16 | 13 | 11 | 10 | 9  | 8  | 7  | 6   | 5   | 4   | 3   | 2   | 1   |

| mj. | vozač             | konstruktor    | bm | momčad (tim)                               | motocikl                                      | bodova |
| --- | ----------------- | -------------- | -- | ------------------------------------------ | --------------------------------------------- | ------ |
| 1.  | Nicky Hayden      | Honda          | 69 | Repsol Honda Team                          | Honda RC211V                                  | 252    |
| 2.  | Valentino Rossi   | Yamaha         | 46 | Camel Yamaha Team                          | Yamaha YZR-M1 (OWR3)                          | 247    |
| 3.  | Loris Capirossi   | Ducati         | 65 | Ducati Marlboro Team                       | Ducati Desmosedici GP6                        | 229    |
| 4.  | Marco Melandri    | Honda          | 33 | Fortuna Honda                              | Honda RC211V                                  | 228    |
| 5.  | Dani Pedrosa      | Honda          | 26 | Repsol Honda Team                          | Honda RC211V                                  | 215    |
| 6.  | Kenny Roberts Jr  | KR211V KR      | 10 | Team Roberts                               | KR211V                                        | 134    |
| 7.  | Colin Edwards     | Yamaha         | 5  | Camel Yamaha Team                          | Yamaha YZR-M1 (OWR3)                          | 124    |
| 8.  | Casey Stoner      | Honda          | 27 | Honda LCR                                  | Honda RC211V                                  | 119    |
| 9.  | Toni Elías        | Honda          | 24 | Fortuna Honda                              | Honda RC211V                                  | 116    |
| 10. | John Hopkins      | Suzuki         | 21 | Rizla Suzuki MotoGP                        | Suzuki GSV-R                                  | 116    |
| 11. | Chris Vermeulen   | Suzuki         | 71 | Rizla Suzuki MotoGP                        | Suzuki GSV-R                                  | 98     |
| 12. | Makoto Tamada     | Honda          | 6  | Konica Minolta Honda                       | Honda RC211V                                  | 96     |
| 13. | Sete Gibernau     | Ducati         | 15 | Ducati Marlboro Team                       | Ducati Desmosedici GP6                        | 95     |
| 14. | Shinya Nakano     | Kawasaki       | 56 | Kawasaki Racing Team                       | Kawasaki Ninja ZX-RR                          | 92     |
| 15. | Carlos Checa      | Yamaha         | 7  | Tech 3 Yamaha                              | Yamaha YZR-M1 (OWR3)                          | 75     |
| 16. | Randy de Puniet   | Kawasaki       | 17 | Kawasaki Racing Team                       | Kawasaki Ninja ZX-RR                          | 37     |
| 17. | Alex Hofmann      | Ducati         | 66 | Pramac d'Antín MotoGP Ducati Marlboro Team | Ducati Desmosedici GP5 Ducati Desmosedici GP6 | 30     |
| 18. | James Ellison     | Yamaha         | 77 | Tech 3 Yamaha                              | Yamaha YZR-M1 (OWR3)                          | 26     |
| 19. | Troy Bayliss      | Ducati         | 12 | Ducati Marlboro Team                       | Ducati Desmosedici GP6                        | 25     |
| 20. | José Luis Cardoso | Ducati         | 30 | Pramac d'Antín MotoGP                      | Ducati Desmosedici GP5                        | 10     |
| 21. | Kousuke Akiyoshi  | Suzuki         | 64 | Team Suzuki MotoGP                         | Suzuki GSV-R                                  | 3      |
| 22. | Garry McCoy       | Ilmor Ilmor X3 | 8  | Ilmor SRT                                  | Ilmor X3                                      | 2      |

 u ljestvici vozači koji su osvojili bodove u prvenstvu 

## Poredak za konstruktore
Sustav bodovanja
Bodove za proizvođača osvaja najbolje plasirani motocikl proizvođača među prvih 15 u utrci. 
| pozicija u utrci | 1. | 2. | 3. | 4. | 5. | 6. | 7. | 8. | 9. | 10. | 11. | 12. | 13. | 14. | 15. |
| bodovi           | 25 | 20 | 16 | 13 | 11 | 10 | 9  | 8  | 7  | 6   | 5   | 4   | 3   | 2   | 1   |

Honda prvak u poretku konstruktora. 
| mj. | konstruktor        | bod |
| --- | ------------------ | --- |
| 1.  | Honda              | 360 |
| 2.  | Yamaha             | 289 |
| 3.  | Ducati             | 248 |
| 4.  | Suzuki             | 151 |
| 5.  | KR211V KR KR-Honda | 134 |
| 6.  | Kawasaki           | 109 |
| 7.  | Ilmor X3 Ilmor     | 2   |

 u ljestvici konstruktori koji su osvojili bodove u prvenstvu 

## Poredak za momčadi (timove)
Sustav bodovanja
Bodove za timove (momčadi) osvajaju vozači tima koji su plasirani među prvih 15 u utrci, ujedno i osvajači bodova za poredak vozača. 
| pozicija u utrci | 1. | 2. | 3. | 4. | 5. | 6. | 7. | 8. | 9. | 10. | 11. | 12. | 13. | 14. | 15. |
| bodovi           | 25 | 20 | 16 | 13 | 11 | 10 | 9  | 8  | 7  | 6   | 5   | 4   | 3   | 2   | 1   |

Repsol Honda Team (tvornička momčad Honde) osvojila prvenstvo za momčadi.  
| mj. | momčad                | konstruktor | bod |
| --- | --------------------- | ----------- | --- |
| 1.  | Repsol Honda Team     | Honda       | 467 |
| 2.  | Camel Yamaha Team     | Yamaha      | 371 |
| 3.  | Ducati Marlboro Team  | Ducati      | 356 |
| 4.  | Fortuna Honda         | Honda       | 344 |
| 5.  | Rizla Suzuki MotoGP   | Suzuki      | 214 |
| 6.  | Team Roberts          | KR211V      | 134 |
| 7.  | Kawasaki Racing Team  | Kawasaki    | 129 |
| 8.  | Honda LCR             | Honda       | 119 |
| 9.  | Tech 3 Yamaha         | Yamaha      | 101 |
| 10. | Konica Minolta Honda  | Honda       | 96  |
| 11. | Pramac d'Antín MotoGP | Ducati      | 33  |

 u ljestvici momčadi (timovi) koji su osvojili bodove u prvenstvu 

## Vanjske poveznice
- (engl.) motogp.com
- (fr.) racingmemo.free.fr, LES CHAMPIONNATS DU MONDE DE VITESSE MOTO
- (engl.) motorsportstats.com, MotoGP
- (fr.) pilotegpmoto.com
- (nizoz.) jumpingjack.nl, Alle Grand-Prix uitslagen en bijzonderheden, van 1973 (het jaar dat Jack begon met racen) tot heden.
- (engl.) motorsport-archive.com, MotoGP World Championship :: Overview  Arhivirana inačica izvorne stranice od 29. svibnja 2023. (Wayback Machine)
- (engl.) the-sports.org, Moto - Moto GP - Prize list
- (engl.) motorsportmagazine.com, World Motorcycle Championship / MotoGP
- (engl.) motorsporttop20.com, Motorcycle Championships
- (engl.) progcovers.com, Motor Racing Programme Covers / FIM Grand Prix World Championship Programmes / 500cc Class / MotoGP
- (engl.) en.wikipedia.org, 2006 Grand Prix motorcycle racing season
- (tal.) it.wikipedia.org, Motomondiale 2006
- (tal.) it.wikipedia.org, Risultati del motomondiale 2006
- (šp.) es.wikipedia.org, Temporada 2006 del Campeonato del Mundo de Motociclismo